# Whiteboyz
Whiteboyz ist eine US-amerikanisch-französische Filmkomödie aus dem Jahr 1999. Regie führte Marc Levin, der gemeinsam mit Garth Belcon, Danny Hoch und Richard Stratton auch das Drehbuch schrieb.

## Handlung
Flip träumt davon, ein Star der Hip-Hop-Musik zu werden. Er lernt den Slang der Afroamerikaner und bekleidet sich wie die Teilnehmer der Subkultur. Gemeinsam mit James und Trevor übt er intensiv. Seine Freundin Sara, mit der er nach Chicago ziehen will, wird schwanger.

## Hintergrund
Der Film wurde in Chicago, in Iowa City und in anderen Orten in Iowa gedreht. Seine Weltpremiere fand am 9. September 1999 auf dem Deauville Festival of American Cinema statt. Am 10. September 1999 kam er in die ausgewählten Kinos der USA, in denen er ca. 36 Tsd. US-Dollar einspielte.

## Kritiken
Ryan Cracknell schrieb im Apollo Movie Guide, die Komödie sei nur die erste halbe Stunde witzig – danach würde man die Witze zu häufig wiederholen. Die pathetische Art, in der Danny Hoch seine Rolle spiele und ähnlich pathetische Dialoge würden dennoch zum Lachen bringen. Es gebe zahlreiche Cameo-Auftritte der bekannten Rapper.

## Auszeichnungen
Marc Levin wurde im Jahr 1999 für einen Sonderpreis des Deauville Film Festivals nominiert. Im Jahr 2000 wurde er für den Grand Prix des Paris Film Festivals nominiert.